# Jan Nicolaas Bakhuizen van den Brink
Jan Nicolaas Bakhuizen van den Brink (Joure, 25 mei 1896 - Leiden, 5 november 1987) was een Nederlands kerkhistoricus, hoogleraar in de geschiedenis van het christendom en van de leerstellingen van de christelijke godsdienst, in het bijzonder van het gereformeerd protestantisme aan de Rijksuniversiteit Leiden.

## Opleiding
Bakhuizen van den Brink werd geboren als zoon van de Nederlands-hervormde predikant Ludolf Willem Bakhuizen van den Brink (sinds 1914 secretaris van de Algemene Synode der Nederlandse Hervormde Kerk, en als kleinzoon van de bekende historicus en Algemene Rijksarchivaris Reinier Cornelis Bakhuizen van den Brink. Hij volgde het Christelijk gymnasium te Utrecht en studeerde van 1914 tot 1919 theologie aan de RijksUniversiteit Leiden. Hij promoveerde in 1923 op het proefschrift De oud-christelijke monumenten van Ephesus onder hoogleraar Fredrik Pijper. Hiervoor verbleef Bakhuizen van den Brink enige maanden in Parijs om zich aan de École Pratique des Hautes Études te bekwamen in de Griekse epigrafie. Naast Eugène Faye, de kenner van Clemens en Origenes was het vooral de archeoloog Bernard Haussoullier die hem de epigrafie leerde.

## Loopbaan
Bakhuizen van den Brink werd in 1920 beroepen tot Nederlands-hervormde predikant te Nieuw-Dordrecht, vervolgens te Winterswijk (1924) en ten slotte te Rotterdam Kralingen (1929). In deze tijd begon hij veel aandacht te schenken aan lithurgische vraagstukken. Hij nam ook deel aan werkzaamheden van de Liturgische kring, een bijna avantgardistische, destijds nog besloten theologische studiegroep, die zich vernieuwing van het liturgisch bestel en herstel van de eredienst binnen de Nederlandse Hervormde Kerk ten doel stelde. In het door deze werkgroep samengestelde Handboek voor den eeredienst in de Nederlandsche Hervormde kerk (1934) stonden twee artikelen van zijn hand. Te Winterswijk legde hij de grondslag voor zijn, in samenwerking met Bernard Stegeman geschreven, Het ambt Breedevoort tijdens het Anholter pandschap, 1562-1612 (1933). Gedurende zijn jaren in Rotterdam stelde hij een grotere studie samen over De Romeinse catacomben en haar fresco's, waarin hij, voortbouwend op de onderzoekingen van met name De Rossi en Wilpert, een breder publiek in de wereld van de catacomben inleidde.
Bakhuizen van den Brink werd in 1934 benoemd tot hoogleraar in de geschiedenis van het christendom en van de leerstellingen van christelijke godsdienst, in het bijzonder van het gereformeerd protestantisme, als opvolger van A. Eekhof. Zijn oratie luidde: Incarnatie en verlossing bij Irenaeus. Hij concentreerde zich op een herbezinning van het wezen en de functie van de kerk met de nadruk op de patristiek. Bakhuizen van den Brink was ruim veertig jaar redacteur van het Nederlands Archief voor Kerkgeschiedenis, waar hij zijn stroom van publicaties onderbracht. Vlak voor de Tweede Wereldoorlog publiceerde hij een monumentale kritische editie van de Nederlandse belijdenisgeschriften, die na zijn emeritaat werden herdrukt. In de oorlog bereidde hij edities van teksten van Tertullianus en Cyprianus voor, die met name voor de ontwikkeling van de ecclesiologie van fundamentele betekenis waren. Begin 1940 besloot hij om samen met zijn Groningse college J. Lindeboom, een Handboek der kerkgeschiedenis samen te stellen, dat in de plaats moest komen van het indertijd aan de theologische faculteiten gebruikte Kompendium der Kirchengeschichte van Karl Heussi, waarin aan Nederlandse ontwikkelingen slechts geringe aandacht werd geschonken. Het eerste deel verscheen al in 1942, het tweede kwam in 1945 van de pers.
Bakhuizen van den Brink richtte in 1946 het "Kerkhistorisch Gezelschap" op, waarvan hij de eerste voorzitter werd. In datzelfde jaar startte hij, samen met W.F. Dankbaar, het Nederlands Theologisch Tijdschrift, als orgaan van de vier openbare theologische faculteiten in Nederland. Verder was hij nauw betrokken bij de oprichting van het tijdschrift Kerk en Eredienst, waarvan hij na de dood van G. van der Leeuw (1950) hoofdredacteur werd en waarvoor hij talloze bijdragen leverde. Daarnaast zette hij zich ook sterk in, zowel wetenschappelijk als praktisch, voor de vernieuwing van de, met de liturgie direct samenhangende, kerkelijke architectuur in Nederland. In het boek Protestantse kerkbouw (1946) leverde hij drie hoofdstukken. In de jaren vijftig ging hij nogal wat studies wijden aan het vraagstuk van de verhouding van Schrift en traditie. In 1955 trad hij toe tot de raad van ZWO, vijf jaar later volgde hij Wagenvoort op als voorzitter. Zijn verdiensten vonden erkenning in zijn benoeming tot commandeur in de Orde van Oranje Nassau (1970), eerder was hij al benoemd tot ridder in de Orde van de Nederlandse Leeuw (1957). In hetzelfde jaar dat hij de leiding van ZWO overnam werd hij ook benoemd tot voorzitter van de "Commission Internationale d'Histoire Ecclésiastique Comparée (CIHEC), waarvan hij voordien al vele jaren penningmeester was geweest. Bakhuizen van den Brink was doctor honoris causa bij de universiteit van St. Andrews (1955) en van Münster. Hij trad 23 maal als promotor op.
- Bibliothèque nationale de France: cb12778461b (data)
- Biografisch Portaal: 32811735
- Digitale Bibliotheek voor de Nederlandse Letteren: bakh007
- Gemeinsame Normdatei: 1023836548
- International Standard Name Identifier: 0000 0001 0881 3442
- Library of Congress Control Number: n88052929
- Nationale Bibliotheek van Tsjechië: ola2003204840
- Nationale Bibliotheek van Israël: 987007276579205171
- Nederlandse Thesaurus van Auteursnamen: 068675593
- LIBRIS: 176617
- Système universitaire de documentation: 076739805
- Trove: 1078229
- Virtual International Authority File: 27032804
- WorldCat: E39PBJr7Vf9QbQmCMbGQD6RVG3